# Игра судбине (4. сезона)
Четврта сезона серије Игра судбине се емитовала од 12. септембра до 20. новембра 2022. године и броји 70 епизода.

## Улоге
Осим стандардне поставе глумаца, у четвртој сезони су се прикључили и глумци Нина Рукавина, Зинаида Дедакин, Александра Николић, Бојан Белић, Бане Јевтић и Никола Драгашевић

### Главне
- Милица Милша као Ада Каначки
- Лука Рацо као Алекса Ожеговић
- Стеван Пиале као Лука Каначки
- Мира Бањац као Гвозденија Караматијевић "Мадам Дени"
- Владан Савић као Иван Ожеговић
- Оља Левић као Мила Ожеговић
- Даница Ристовски као Љиљана Караматијевић "Лила"
- Сандра Бугарски као Марица Панчетовић "Панчета"
- Слободан Ћустић као Вукашин Сувобрк
- Дарко Томовић као Тихомир Бунчић "Тића"
- Павле Јеринић као Матија Грбић
- Матеа Милосављевић као Софија Шубаревић
- Аммар Мешић као Страхиња Бунчић
- Нина Рукавина као Уна Христић
- Кристина Јовановић као Јелена Радман Галић
- Вук Салетовић као Бојан Галић "Дебељко"
- Борис Пинговић као Никша Корлат
- Даниела Кузмановић као Катарина Илић
- Тијана Милнванов као Десанка Пиштало "Деса" (главни: епизоде 11−70; епизодни: епизоде 4, 9−10)
- Тијана Упчева као Уна Медић "Зврк"
- Снежана Савић као Донка де Саели
- Миљан Прљета као Лазар Пиштало "Лаза" (главни: епизоде 11−70; епизодни: епизоде 4, 9−10)
- Елвира Аљукић као Рабија Џонлагић "Жишка"[а]
- Југослава Драшковић као Божидарка Шубаревић "Брзутка"
- Кристина Савић као Олга Ожеговић
- Милан Босиљчић као Маринко Комарчевић "Свитац"
- Саша Јоксимовић као Максим Шубаревић
- Иван Томић као Слободан Џелетовић „Цоле”
- Данина Јефтић као Клаудија Чарапина
- Бојана Грабовац као Маријана Јовановић
- Биљана Малетић Заверла као Јасна
- Стојан Ђорђевић као Вид Залад
- Тијана Максимовић као Жаклина Танкосић
- Марко Јовичић Дими као Јамездин
- Ненад Гвозденовић као Часлав Христић
- Андриана Гавриловић Ђорђевић као Ана Ђорђевић
- Марко Радојевић као Миле Писаров "Миле Купус"
- Предраг Коларевић као Директор полиције
- Тања Павловић као Теа Тадин
- Јелена Јовичић као Силвана Чварковић
- Мирољуб Турајлија као Добрица Пилетић
- Миа Митић као Дуња Златић
- Матеја Поповић као Олег Латас
- Сташа Радуловић као Гала Ждрал
- Страхиња Митић као Коста Златић "Коле"
- Ивана Панзаловић као Сара Бергер
- Снежана Јеремић као Василиса Смоленски
- Слободан Стефановић као Денис Џуверовић "Џода"
- Александра Костић као Инес Накић
- Радиша Рок као Ковиљко Дабарчић "Кода"
- Дени Мешић као Завиша Агбаба
- Нина Мрђа као Ленка Велицки
- Андријана Ђорђевић као Чарна
- Александра Белошевић као Ирма Латас
- Барбара Петровић као Барбара Буха
- Теодора Томашев као Хана
- Небојша Савић као Др. Ђорђе Урошевић

### Епизодне
- Зинаида Дедакин као Гроздана Грабеж "Џи ЏИ"
- Александра Николић као Драгиња
- Бојан Белић
- Бане Јевтић као Кобаја
- Никола Драгашевић као Млади глумац

1. ↑  Пуним именом: Рабија Џонлагић Карамахмутовић Бејкер Моралес Папаниколаус Сорокина Манчини Шлезингер.

## Епизоде
| Бр. у серији | Бр. у сезони | Назив                                                                               | Редитељ                        | Сценариста      | Премијерно емитовање |
| --- | ------------ | ----------------------------------------------------------------------------------- | ------------------------------ | --------------- | -------------------- |
| 528 | 1            | Уна се вратила у Лукин живот                                                        | Горан Николић и Страхиња Савић | Жарко Јокановић | 12. септембар 2022.  |
| Лука је све организовао како би запросио Зврка, али се на вратима виле Каначких појављује његова супруга Уна. Вратила се са лечења из Америке и дошла је да се бори за свог сина Акицу. Лука је у шоку и не дозвољава јој да му приђе и лако се врати у њихове животе, поготово што је одлучио да окрене нови лист са Зврком. Зврк је ван себе и признаје да не може да поднесе то што се Уна вратила. Олег је спреман на све да јој помогне и олакша. Осим што полиција претреса Никшин стан, припадници органа власти се појављују и код Алексе и траже га поводом Барбарине несреће. Вест о Барбари стиже и до Никше... |              |                                                                                     |                                |                 |                      |
| 529 | 2            | Ако Барбара умре оптужиће га за убиство                                             | Горан Николић и Страхиња Савић | Жарко Јокановић | 13. септембар 2022.  |
| Жаклина зове Милу да јој саопшти да су Нада и Ружа напустиле земљу. Мисли да је Жаклина пијана и да не зна шта прича. Све то слуша Страхиња и почиње да паничи. Сви се састају у полицијској станици и покушавају да избаве Алексу из притвора. У том тренутку сазнају да је обустављено Никшино хапшење и јасно им је да је све ово са Алексом намештаљка. До Никше долази вест да је Нада побегла са дететом. Полиција стиже у вилу Каначких и саопштава да су Олегови сестрићи киднаповани. У том тренутку нико не слути да иза свега тога стоји Никша. Уна има план да се усели у кућу код Аде и Луке, како би живела заједно са сином. Отмичари зову Олега и дају му задатак који мора да испуни како би пустили његове сестриће. Ада пада у несвест када чује да је Матија на самрти и да је Софија покушала да се убије... |              |                                                                                     |                                |                 |                      |
| 530 | 3            | Зврк и Олег пред олтаром                                                            | Горан Николић и Страхиња Савић | Жарко Јокановић | 14. септембар 2022.  |
| Лука звони на Звркова врата и моли је да му отвори да разговарају. Међутим, она није у стану. Уна изјављује да њена патња још није прошла и да се осећа издано. Такође, подсећа свог оца да је пола имовине Каначких на њено име. Панчету је погодила вест да је Нада напустила земљу са Ружом. Има циљ да пронађе Наду и научи је лекцијом. Уна не планира да напусти кућу, иако јој Лука говори да њих двоје неће живети под истим кровом. Уна такође брани да Акица борави у вртићу, где ради Зврк. Софија се буди у болници и не сећа се ничега. Жели само да оде кући. Сара долази у посету Барбари и сазнаје да она ипак није преминула, већ да се пробудила из коме. Страхиња упада код Никше у канцеларију и захтева да му каже где отишла Нада. Међутим, и Никша би то исто волео да зна. Иван затиче Аду у кревету у несвести. Док Лука чека испред Зврковог стана, она са Олегом стаје пред олтар... |              |                                                                                     |                                |                 |                      |
| 531 | 4            | Алекса има необичан предлог који се Цолету уопште не допада                         | Горан Николић и Страхиња Савић | Жарко Јокановић | 15. септембар 2022.  |
| Вукашин пита Жаклину да ли је тужна што Вид жели да се разведе или што Лука жели да се ожени Зврком. Софија долази код Аде и криви је што ју је послала у болницу, након што је хтела да се убије. Ада, изненађена, нема појма о чему Софија прича. Лука прави сцену у Кан Холдингу, јер не може да се помири са чињеницом да његов брат лежи невин у затвору. Алекса жели да испита оно што је обећао и то саопштава инспектору Цолету, који не може да поверује у Алексин предлог. Док Олег разговара са отмичарима, који не испуњавају обећања и не дају му да види своје сестриће, Донка се усељава у вилу Каначких. Лука је срећан што је Зврк дошла у фирму. Ни не слути шта има да му саопшти... |              |                                                                                     |                                |                 |                      |
| 532 | 5            | Лука доживљава нервни слом                                                          | Горан Николић и Страхиња Савић | Жарко Јокановић | 16. септембар 2022.  |
| Никша је убеђен да је Барбара преминула. Олга напада Милу да је није брига за Алексу и да јој је једино важно то што се "добро удала". Инспектор Цоле посећује Барбару у болници, када она одлучује да му призна све. Иван моли Аду да посети лекара, док му она објашњава да не може да буде спокојна, јер један син јој је у притвору, а други на ивици нервног слома. Када је сазнала да су се Олег и Зврк венчали, Инес обећава себи да ће их обоје уништити. Та вест је сломила и Луку који доживљава нервни слом и ломи све по Кан Холдингу, након што сазнаје да су се Зврк и Олег венчали... |              |                                                                                     |                                |                 |                      |
| 533 | 6            | Барбара и Алекса се грле на болничком кревету                                       | Горан Николић и Страхиња Савић | Жарко Јокановић | 17. септембар 2022.  |
| Мили не смета што је Алекса отишао Барбари у посету, а Јелена је напада да је наивна. И Страхиња доживљава нервни слом, тера Ленку од себе и говори јој да је остави на миру. Једино о чему он сада треба да се брине јесте како да врати своју ћерку из иностранства. Олег и Зврк чекају отмичаре у кући, као по договору и неко куца на врата. Алекса и Барбара се грле на болничком кревету, док све то неко снима телефоном. Иван је убеђен да је венчање одувек био Олегов план и да је он од почетка био покварен. Лука се напија у кафани и признаје да се нада да ће се Зврк вратити, јер га воли. Вукашин долази са новим вестима... |              |                                                                                     |                                |                 |                      |
| 534 | 7            | Уна има свог човека                                                                 | Горан Николић и Страхиња Савић | Жарко Јокановић | 18. септембар 2022.  |
| Брзутка се плаши да Софија опет не покуша да се убије, а ако је одведу у болницу за душевне болеснике - она то неће преживети. Уна се налази са неким у кафићу и говори му да прича све што зна. Ада долази Олегу и Зврку у посету и обећава им да ће сазнати о чему се ту ради и зашто су морали да се венчају. Након што је Вид ударио Луку у кафани, одлази код оца у полицијску станицу и обавештава га да његов рат тек почиње и да ће сви запамтити ко је Вид Залад. Свађе са Уном у дому Каначких не престају... |              |                                                                                     |                                |                 |                      |
| 535 | 8            | Лука тражи професионалног убицу                                                     | Горан Николић и Страхиња Савић | Жарко Јокановић | 19. септембар 2022.  |
| Ада сазнаје да Уна има шпијуна из Кан Холдинга који ради за њу. Лука од Милета тражи да му пронађе професионалног убицу. С друге стране, Алекса од Вукашина тражи помоћ, како би што пре пронашао своју ћерку, коју Барбара вешто крије од њега. После испада који је Страхиња приредио Ленки, она одлучује да њихову љубавну везу "ставе на паузу". Ленки је очигледно да Страхиња мора да се бори за своје дете. Стела Дедијер посећује Аду са којом планира да напише нову причу. На прикупљању свих података, Стели ће помоћи тетица Дени. Хана тражи Ритера и жали се Чарни да не зна где се налази, као ни где станује. "Нисам очекивала да се удаш за мог дечка", речи су којима Инес напада Зврка по уласку у стан и захтева од ње да јој плати. |              |                                                                                     |                                |                 |                      |
| 536 | 9            | Никша сумња да је Теа Адина кртица у његовој фирми                                  | Горан Николић и Страхиња Савић | Жарко Јокановић | 20. септембар 2022.  |
| Лука саопштава Алекси да има план и моли га да га не осуђује за оно што планира да уради. Такође, Лука се враћа на сеансе са психотерапеутом Саром и на првом састанку јој наговештава да зна њену тајну, што њу оставља у шоку. Уна прислушкује Адин и Вукашинов разговор. Лила се састаје са Олегом и предочава му ситуацију у кући. Плаши се да Лука не науди себи и пита Олега да ли ће моћи да живи са том кривицом до краја живота. Никша сумња да је Теа кртица Аде Каначки у његовој фирми. Позива је у канцеларију и коначно се суочавају. Панчета проналази Коду, упада му у стан и захтева одговоре. Ада чека своје резултате који ће јој одредити дијагнозу... |              |                                                                                     |                                |                 |                      |
| 537 | 10           | Иван шокиран сазнаје Адине планове                                                  | Горан Николић и Страхиња Савић | Жарко Јокановић | 21. септембар 2022.  |
| Софија долази код Маријане са необичним предлогом, и она јој обећава да ће размислити. Панчета и Тића коментаришу прекид Страхињине и Ленкине љубавне везе, свесни да је Страхиња кренуо странпутицом. Лука се састаје са Десанком и Лазаром, јер има план, а њих двоје су спремни за сваку врсту сарадње. Ада нешто крије од Ивана, али је ништа не пита јер је убеђен да се она бави раскринкањем Олеговог и Зврковог венчања. Међутим, Уна му саопштава Адин план за доручком, након чега он остаје у шоку. Алекса и Мила се опет свађају... |              |                                                                                     |                                |                 |                      |
| 538 | 11           | Уна и Вид се удружују против заједничког непријатеља                                | Горан Николић и Страхиња Савић | Жарко Јокановић | 22. септембар 2022.  |
| Ада одлази на преглед магнетном резонанцом и чека резултате како би коначно сазнала своју праву дијагнозу. Гала напада Маринка и од њега захтева да јој објасни зашто је прати. Никша моли Клаудију да направе представу за јавност. Сви треба да виде како су се њих двоје посвађали и да она више неће радити на његовој телевизији. Инес и Олег коначно решавају све неспоразуме, који су настали његовом женидбом са Зврком. Уна докази у вртић по Акицу, али јој не дају дете, јер није на списку особа које могу да га доводе и одводе. Тај списак је одобрио дететов отац, Лука. Панчета има још један план како би дошла до Наде, али не жели ништа да открива, чак ни Тићи. По Кан Холдингу се прича да Панчета има љубавника Коду, јер су их видели заједно у хотелској соби. Вид и Уна се налазе у кафићу где јој он предлаже да се заједно боре против заједничког непријатеља - Луке Каначког. Зврку неко долази на врата... |              |                                                                                     |                                |                 |                      |
| 539 | 12           | Мила страхује да ће изгубити Алексу                                                 | Горан Николић и Страхиња Савић | Жарко Јокановић | 23. септембар 2022.  |
| Страхиња проналази Ленку у другој канцеларији и пита је зашто се сакрила од њега. Лука "мути" нешто са Десом, која га извештава да је њихов план прошао како треба. После скривања да је Ада отишла на лекарски преглед, Иван постаје љубоморан на Вукашина, јер је он њен човек од поверења. Лазар одлази код Панчете, провоцира је, а она га избацује из куће. Мила и Алекса се свађају због Барбаре, јер Мила види да Барбара код Алексе игра на „карту сажаљења” и убеђена је да ће јој то кад-тад „упалити”. У бизнис клубу сазнају да је Клаудија остала без посла на Никшиној телевизији, сви се радују, али нико не слути да је то само представа за јавност. |              |                                                                                     |                                |                 |                      |
| 540 | 13           | Иван сикће на Аду и љубоморише због Вукашина                                        | Горан Николић и Страхиња Савић | Жарко Јокановић | 24. септембар 2022.  |
| После Страхињиног испада у пијанству, Тића тражи од Панчете да јој одговори због чега је била у хотелу са фитнес тренером. Његова љубопитљивост јој се ни мало неће допасти. Вукашин се конфронтира Уни и саопштава јој да су и она и њен отац за њега ситни играчи. Тек тада Уна схвата да јој Вукашин заправо отворено прети. Своју несигурност и бес Иван још једном искаљује на Ади и захтева од ње да му објасни како је изгубила поверење у сопственог мужа, а она га на претек када је реч о Вукашину. |              |                                                                                     |                                |                 |                      |
| 541 | 14           | Нови клан на помолу                                                                 | Горан Николић и Страхиња Савић | Жарко Јокановић | 25. септембар 2022.  |
| Баш како је и обећао брату, Алекса дочекује Зврка у канцеларији, али нема намеру да је тек тако пусти да оде из фирме, што ће она протумачити као освету. Панчета је и даље шокирана недавним дешавањима, па Милетовој девојци поверава да је можда време да се разведе. За то време, Страхињин разговор са оцем прекида шамар и Тићина претња да више никада не помисли на ствари које му је изрекао. После свих разочарања које је доживео, Вид непромишљено улази у потенцијално опасну ситуацију и прихвата посао код новог послодавца – Никше Корлата. |              |                                                                                     |                                |                 |                      |
| 542 | 15           | Дошла сам по оно што ми припада                                                     | Горан Николић и Страхиња Савић | Жарко Јокановић | 26. септембар 2022.  |
| Ада и Вукашин долазе до закључка да се око њих спрема нешто крупно и зато смишљају план како да заштите породицу. Лука не може да се опорави од сусрета са Зврком у ходнику Кан Холдинга. У Алексину канцеларију стиже Уна, решена да узме „оно што јој припада”... |              |                                                                                     |                                |                 |                      |
| 543 | 16           | Пола фирме је моје                                                                  | Горан Николић и Страхиња Савић | Жарко Јокановић | 27. септембар 2022.  |
| Лила од Јасне тражи да у стопу прати Донку. Лука и Жаклина се састају на пићу и она му саопштава да ће ускоро бити слободна жена, алудирајући на то да би сада хтела да буде са њим у емотивној вези. Лука је њихову љубавну историју оставио у далекој прошлости и не схвата шта му прича. Ада има нови пословни план, али Ленка свој таленат за модни дизајн не схвата озбиљно. Златићи купују поклон за нову ујну Зврка, а ни њој ни Олегу није свеједно што се везују за њу, када је све то фарса. Пристају на све и улазе у улогу брачног пара, како нико не би посумњао. Хана сазнаје од Маринка да је Ритер Брунер опасни криминалац и да је био у затвору због убиства свог оца. Уна долази у Алексину канцеларију и захтева да узме оно што јој припада – пола компаније Кан Холдинга. |              |                                                                                     |                                |                 |                      |
| 544 | 17           | Олег и ја се волимо све остало је била фарса                                        | Горан Николић и Страхиња Савић | Жарко Јокановић | 28. септембар 2022.  |
| Ада и Иван ништа не замерају Луки и разумеју све његове потезе, јер је повређен и бесан. Васпитачица Каја напада Зврка што се удала за Олега, док је она разуверава да је то учинила искључиво из љубави и да је све пре Олега била фарса. Њихов разговор на вратима слуша Лука, који је баш у том тренутку довео Акицу у вртић. Олег је дошао код Инес да разговарају, али их прекида Сара Бергер, којој се Инес жали да је Олег покушавао да је скине. Инспектор Цоле је Хани све објаснио, ко је Ритер Брунер, и пружио јој је полицијску заштиту. Цоле је свестан да и он може бити мета криминалистичке банде, па би требало да се склони и заштити себе и своју породицу. |              |                                                                                     |                                |                 |                      |
| 545 | 18           | Чека вас велика олуја                                                               | Горан Николић и Страхиња Савић | Жарко Јокановић | 29. септембар 2022.  |
| Ада прихвата да пола фирме Кан Холдинга припадне Уни, али под једним условом. Тетица планира да уда тетка Лилу и има у плану једног младожењу. Тетка Лили се та идеја допада. Начелник полиције саопштава Вукашину да се формирала нова криминална група којој је главна мета управо породица Каначки. Дебељко опет завршава у притвору, ни крив ни дужан. Инспектор га испитује за Силвану, јер сумња да му је она љубавница. Зврк и Олег имају озбиљан разговор, када јој он објашњава да не треба да ради ништа што није по њеној вољи. Међутим, она има план и спремна је да га реализује ако Олег пристане на њен предлог. |              |                                                                                     |                                |                 |                      |
| 546 | 19           | Инес лако прелази на Никшину страну јер имају заједничког непријатеља               | Горан Николић и Страхиња Савић | Жарко Јокановић | 30. септембар 2022.  |
| Дебељко и Јелена се састају први пут после његовог изласка из притвора и сазнања да је његова љубавница наводно Силвана. Тетица моли Ивана за услугу. Следећи пут када буде ишао у „ноћни провод“, требало би да поведе и њу, јер жели да упозна његово мушко друштво. Потребан јој мушкарац, а после њене молбе - Иван остаје у шоку. Клаудија и Маријана се састају на пићу. Иако Маријана не жели да је слуша, Клаудија је моли за помоћ и саопштава јој да нешто што мора да зна. Страхиња и Завиша се зближавају и постају права браћа. Једно другом помажу у невољи, а сада им је Никша заједнички непријатељ. С друге стране, склапа се још један пакт. Никша шири мрежу својих људи, па се овога пута састаје са Инес и нуди јој да се заједно боре против Олега Латаса и Зврка. Чарна је убеђена да Хана носи Ритерово дете. Ада у сарадњи са полицијом поставља обезбеђење око куће... |              |                                                                                     |                                |                 |                      |
| 547 | 20           | Матијина болест је оставила последице до краја живота                               | Горан Николић и Страхиња Савић | Жарко Јокановић | 1. октобар 2022.     |
| Начелник полиције пита Алексу да ли је икада упознао тетку Барбаре Бухе и њеног мужа, јер је врло могуће да њих двоје стоје иза свега. Златићи увелико планирају венчање Олега и Зврка. Панчета спрема план и у њега је укључила и Хану, јер је идеална како нико ништа не би посумњао. Уна такође прави план, а како би јој помогао, Вид се нуди да буде део плана. Лука испитује Акицу да ли је Зврк причала о њему у вртићу. Докторка обавештава Аду да је Матија добро, али све то што му се десило оставило последицу по његово здравље, што ће му променити живот заувек. Доктори ту нуспојаву нису могли да предвиде. Софија је на истом трагу, па тако признаје Немањи да осећа да нешто није у реду. Стела Дедијер истражује смрт Барбариних родитеља и траг ју је одводи код Саре Бергер, чија породица је умешана у овај злочин. |              |                                                                                     |                                |                 |                      |
| 548 | 21           | Откривен разлог зашто Ленка заправо не жели да буде са Страхињом                    | Горан Николић и Страхиња Савић | Жарко Јокановић | 2. октобар 2022.     |
| Никша тражи нове људе за рад на својој телевизији, и свестан је да мора бити неко бескрупулозан како би што лакше уништио породицу Каначки. Хана се састаје са Зависом и признаје му да му је подметнута. Ада се налази са Олегом у кафићу и скреће му пажњу на људе из обезбеђења. Кода постаје део тима Адине телевизије, али Маријана ипак тражи одобрење од Алексе, јер је свесна да је Кода био умешан у Надине малверзације. Након што је Страхиња био насилан према Ленки, она му саопштава да је њена мајка трпела насиље од стране њеног оца. Тетка Лила посећује Панчету како би са њом склопила тајни савез. Теа се састаје са Маринком и прича му о Завиши. Вид прети Луки да ће га уништити и за то неће бирати средства... |              |                                                                                     |                                |                 |                      |
| 549 | 22           | Лука напада Уну да му каже ко је Акицин отац                                        | Горан Николић и Страхиња Савић | Жарко Јокановић | 3. октобар 2022.     |
| Силвана је одлучила да тужи Дебељка, јер је убеђена да ју је он намамио оним сендвичем како би је сексуално напаствовао. Завиша позива Хану да се виде и саопштава јој да јој је пронашао посао. Она ни не слути да је поставља код Никше у фирму, као своју кртицу. Уна има план да буде део Управног одбора фирме, али има услов да "на врх" фирме постави и неког свог. Инес се исповеда Сари, говорећи јој за свој састанак са Никшом и његов план да Олегу одузме старатељство над сестрићима. Софија Алекси нуди помоћ, како би што лакше пронашао своју ћерку. Лука прислушкује Унин говор пред свима у вили Каначки и напада је да му каже ко је Акицин отац. |              |                                                                                     |                                |                 |                      |
| 550 | 23           | Чак и ако родите дете ја вам не бих саветовала да га икада видите                   | Горан Николић и Страхиња Савић | Жарко Јокановић | 4. октобар 2022.     |
| Панчета долази у Никшину фирму и захтева да је секретарица пусти у његову канцеларију. Алекси није јасно зашто је Барбара и даље у Београду и зашто још није пошла у Швајцарску да тражи своју ћерку. Међутим, Барбара предлаже да пођу заједно. Ада и Лука разговарају и она му саопштава да се тренутно одиграва врло „прљава игра“ и да очигледно морају да буду опрезни. Олег је обећао клинцима да ће их водити на снимање серије, али они захтевају да буду исплаћени. Откад је Завиша Хани дао идеју за посао у Никшиној канцеларији, њих двоје често комуницирају путем телефона. Овога пута Хана предлаже Завиши да се венчају. Мила добија шокантне вести од докторке. Сазнаје да има високоризичну трудноћу и да је питање да ли ће успети да је изнесе. Такође, и ако дође до порођаја, докторка је убеђена да Мила неће желети да види дете. |              |                                                                                     |                                |                 |                      |
| 551 | 24           | Абортус                                                                             | Горан Николић и Страхиња Савић | Жарко Јокановић | 5. октобар 2022.     |
| Уна саопштава Ади да одлази из куће и да са собом води свог сина. Због свега што је сазнала о Ритеру, Хана се плаши да спава сама, па је дошла код Чарне и Милета. Лила има нови задатак за Јасну, а то је да прати све што Донка ради и да о томе извештава Лилу. Олег се враћа у Кан Холдинг, а Алекса му саопштава да за њега нема нових планова, већ да ће радити све као што је и пре скандала са венчањем. Лука, потпуно сломљен, не може да верује да Акица није његов син и спреман је да се за њега бори. Не занима га ко је његов прави отац. Уна неће моћи тако лако да га одведе. Цоле упозорава Вида да мало „повуче ручну“, јер ће се много кајати. Међутим, Вид за такве савете не жели ни да чује. Зврк доводи децу на снимање и захтева да упозна продуцента. Ни не слути да је тај продуцент управо Лука Каначки. Мила је донела одлуку у вези са трудноћом и дошла је код докторке... |              |                                                                                     |                                |                 |                      |
| 552 | 25           | Мили прети опасност од сепсе                                                        | Горан Николић и Страхиња Савић | Жарко Јокановић | 6. октобар 2022.     |
| Донка се нуди да помогне Ади да се реши Уне. Софија је бесна и повређена, јер јој се Матија не јавља. Убеђена је да је он више не воли и да је нашао нову девојку. Брзутка је забринута за њихову љубав, па моли Аду да се чује са Матијом и да му пренесе да га Софија још увек воли. Инес слуша Сарине савете како да се освети Олегу и Зврку. Откако су Вид и Хана почели да раде за Никшу, он јој предлаже да се „држе заједно“. Међутим, Хана то не прихвата, и обавештава га да има дечка и подсећа да је он ожењен. Иако је Мила, упркос лоших вести, одлучила да роди бебу, докторка јој на следећем прегледу саопштава да не чује бебино срце и да хитно мора на киретажу. |              |                                                                                     |                                |                 |                      |
| 553 | 26           | Алекса налази Милину празну кутију лекова                                           | Горан Николић и Страхиња Савић | Жарко Јокановић | 7. октобар 2022.     |
| Уна захтева од Аде да закаже нову седницу, јер има другог члана Управног одбора. Ада је убеђена да је реч о Унином оцу, ни не слути да је у питању Вид. Барбара долази код Алексе и Миле и саопштава им истину. Алекса је бесан јер сазнаје последњи. Златићи преносе Зврку и Олегу позив у вилу Каначких. С обзиром на то да су Лука и Олег браћа, деца су позив за породично дружење одмах прихватила. Клаудија и Сара Бергер су се удружиле против Софије и саопштавају јој лоше вести о којима бруји цео град. Реч је о Матији, а она о његовом животу опет сазнаје последња. Василиса је убеђена да је Хана Никши подметнута и да је у фирми запослена како би га шпијунира. Међутим, Никша је уверава да су је његови људи већ проверили. Алекса се буди и почиње да брине јер Милу не налази код куће. Затиче само празну кутију лекова... |              |                                                                                     |                                |                 |                      |
| 554 | 27           | Олег се удвара Ленки                                                                | Горан Николић и Страхиња Савић | Жарко Јокановић | 8. октобар 2022.     |
| Панчета сазнаје да је Хана запослена код Никше Корлата. Током доручка, Ади стиже позив од Алексе који јој саопштава истину о Мили. Ада остаје у шоку. Никша се наслађује због свега што се до сада десило Адиној породици. Лука и Зврк се срећу у вртићу и она му саопштава да ће клинци престати да глуме у Лукином пројекту. Немањи треба помоћ, а Добрица се нуди да му учини ту „малу услугу”. Сад је већ јасно да се Олег удвара Ленки. Након ситуације када ју је уплакану тешио, Олег јасно показује симпатије према њој. Као што ју је Сара саветовала, Инес се састаје са Адом и саопштава јој да је трудна са Олегом... |              |                                                                                     |                                |                 |                      |
| 555 | 28           | Ја увек све поштено плаћам                                                          | Горан Николић и Страхиња Савић | Жарко Јокановић | 9. октобар 2022.     |
| Донка Лили јасно ставља до знања да је кућа у којој живе у ствари кућа њеног преминулог мужа и да ако неко треба да оде, онда је то Лила. Након што је Ада сазнала да Инес носи Олегово дете, није јој јасно зашто њој то говори. Инес јој саопштава да она није једина жена којој је Олег то учинио. Клаудија је пронашла продуценткињу за Никшину телевизију, која ће се борити да уништи конкуренцију, у овом случају Адину телевизију. Никши се допада њен предлог. Панчета се изланула и пред Страхињом рекла да је Ружа у Италији. Мила признаје Алекси да се осећа ужасно и да не може да живи са чудним осећајем кривице. „Ја увек све поштено плаћам” речи су којима се Барбара обраћа својој тетки... |              |                                                                                     |                                |                 |                      |
| 556 | 29           | Имам осећај да ће нам неко забити нож у леђа                                        | Горан Николић и Страхиња Савић | Жарко Јокановић | 10. октобар 2022.    |
| Милин абортус ју је још више зближило са Алексом. Пошто је рањива, моли Алексу да изглади однос са Барбаром и учини све како би упознао своју ћерку. Василиса се састаје са Завишом и са њим кује план о уцени. Новинарка Стела Дедијер испитује Галу у вези са Софијом Шубаревић. Да ли се са њом дружи и шта о њој може да каже, али Стела наилази на Галин дрчан став. Софија је бесна и очајна и за све што се десило Матији криви свог брата Максима, јер је он крив што је са њим пошао у Лондон, да га чува. Златићи и даље врше притисак на Олега и Зврка, одредивши датум њиховог венчања. Ирма се састаје са својим дечком који од ње захтева да га повеже са Никшом. Она на то не пристаје, док је он уверава да он није тако "мала зверка". Завиша Страхињи враћа наду и саопштава му начин на који може да сазна где се налази његова ћерка Ружа. Барбара доживљава нервни слом пред Саром у бизнис клубу. Ада има чудан осећај и жали се Ивану. Осећа да ће неко њеној породици ускоро "забити нож у леђа". |              |                                                                                     |                                |                 |                      |
| 557 | 30           | Уна отвара све карте на седници Управног одбора                                     | Горан Николић и Страхиња Савић | Жарко Јокановић | 11. октобар 2022.    |
| Завиша нуди помоћ свом оцу Никши, свестан да су му потребне инсајдерске информације из Кан Холдинга. Лука Каначки је сазвао све запослене који су се састали у ходнику компаније. У том тренутку из лифта излази особа којој се нису надали. Иако Лила више није члан Управног одбора, нуди се да помогне у борби против Уне. Ада долази по свог унука у вртић и Зврку јасно даје до знања да је свесна да је њен брак са Олегом фарса. Ада је убеђена да ће Зврк и Лука једнога дана опет бити пар. Уна се састаје са својим адвокатом. У својим рукама има карте које ће јој послужити у борби за преотимање наследства Каначких. Коначно се одржава седница Управног одбора где Уна доводи свог другог члана. Нико није очекивао да ће се на вратима сале за састанке појавити Вид. У бизнис клуб долази Џиџи... |              |                                                                                     |                                |                 |                      |
| 558 | 31           | Спремна сам да забиберим чорбу а ти спреми паре                                     | Горан Николић и Страхиња Савић | Жарко Јокановић | 12. октобар 2022.    |
| Вукашин се састаје са инспектором Цолетом и предочава му да су Жаклина и њена ћерка у опасности. Самим тим, и Вид може бити у опасности. Џиџи долази код Никше у канцеларију и саопштава му да је спремна да "забибери чорбу", али је неопходно да јој он плати. Барбара присуствује седници Управног одбора и нико јој не пружа осећај добродошлице. Посебан шок доживљава тетка Лила када схвати да Уна и Барбара сада "шурују". Између Барбаре и Софије долази до физичког окршаја. Уна и Кода се срећу први пут и са његове стране се осећају љубавне варнице. Лука предочава Зврку да је убеђен да је све то са Олегом чиста фарса. Међутим, у вртићу се појављују и Златићи који пред Луком саопштавају да је свадба већ заказана. |              |                                                                                     |                                |                 |                      |
| 559 | 32           | Треба да смекшаш Барбару                                                            | Горан Николић и Страхиња Савић | Жарко Јокановић | 13. октобар 2022.    |
| Између Олега и Ленке се јављају љубавне варнице, али она толико помиње његову супругу Зврка, а он се прави да је њихов брак није једна велика фарса. Тетка Лила и Панчета су се удружиле и пред њима је сада велики задатак. Тића Лењин долази код Никше како би измирио Надине рачуне. Од Никше добија само провокације. Успешну седницу Управног одбора, Уна и Барбара прослављају пићем. Свесне су да су направиле праву пометњу, јер нико није очекивао да ће се њих две удружити. Несугласице између Луке и Уне се настављају. Он јој пребацује то што у породичну причу укључивање и Барбару и Алекси прави пакао од живота. С друге стране, и Уна њему замера што нико о њој није бринуо у Америци када јој је било најтеже. Ада тражи савет од Вукашина и Маринка како да реши ситуацију са Барбаром и Уном. Маринко има идеју - од Аде тражи да му да отказ, како би започео са представом коју је наумио. Мила саветује Алекси да "смекша" Барбару, не би ли дошао до своје ћерке. Лука одлази са Акицом из куће, Уна га зауставља... |              |                                                                                     |                                |                 |                      |
| 560 | 33           | Знам да те Алекса још увек воли сад морамо да видимо шта ћемо даље                  | Горан Николић и Страхиња Савић | Жарко Јокановић | 14. октобар 2022.    |
| Страхиња долази код Никше да преговара. Учиниће све што треба, само да види своју ћерку. Страхињу по изласку из канцеларије затиче Хана, али он није очекивао да ће га видети ико ко познаје његову породицу. Олга тражи од Ленке да јој одаје важне информације, али Ленка то не жели. Након што је одлучио да напусти вилу Каначки, Лука са сином одлази код Алексе и Миле и од њих тражи савет. Олга се састаје са Барбаром и одаје јој информацију да је Алекса још увек воли. Њих две одлучују да се удруже и направе нови план... |              |                                                                                     |                                |                 |                      |
| 561 | 34           | Максим се враћа из Лондона али сам                                                  | Горан Николић и Страхиња Савић | Жарко Јокановић | 15. октобар 2022.    |
| Лука је отишао код Миле и Алексе да тражи утеху. Недостаје му Зврк и љубоморан је на све срећне парове. Млади глумац опет среће Зврка, која му понавља да је Лука Каначки праведан и добар. Њихов разговор прислушкује Лука и прија му оно што чује. Глумац моли Зврка да наговори Луку да га врате у серију. Мила саопштава Алекси да мора да иде на контролу код гинеколога. Он инсистира да пође са њом. Олег добија позив са непознатог броја и информацију о несталој девојци. Софија се преиспитује зашто је Матија деловао хладно током разговора преко телефона. Божидарка је убеђује да је умислила. Максим се враћа из Лондона и то сам, без Матије. Ада долази у посету Сари Бергер и тражи информације о свом сину Луки... |              |                                                                                     |                                |                 |                      |
| 562 | 35           | Зврк сазнаје да су се Уна и Лука пољубили                                           | Горан Николић и Страхиња Савић | Жарко Јокановић | 16. октобар 2022.    |
| Алекса разговара са гинеколошкињом код које је Мила имала абортус. Пита је за савете у случају да Мила опет остане у другом стању, јер жели да следећу трудноћу успешно изнесе. Максим се враћа у Кан Холдинг и никоме није јасно зашто и Матија није дошао, када је већ оздравио. Неки коментаришу да је можда тамо нашао нову љубав и да је заборавио на Софију. Мадам Дени, Лили и Јасна организују маскенбал. Џиџи ступа у контакт са младим глумцем ког је Лука Каначки избацио са снимања. Она има жељу да га придобије у свој тим. Уна се састаје са својим адвокатом, који јој доноси радосне вести и то од Жаклине. Уна на све начине покушава да уништи Луки живот. Зато долази код Зврка и саопштава јој да су се она и Лука пољубили и сада од ње тражи савет у вези са Акицом... |              |                                                                                     |                                |                 |                      |
| 563 | 36           | Уна и Страхиња се удружују                                                          | Горан Николић и Страхиња Савић | Жарко Јокановић | 17. октобар 2022.    |
| Након гинеколошког прегледа, Мила и Алекса остају збуњени. Мила почиње да стрепи да јој је докторка нешто прећутала и да је озбиљно болесна. Никша има план да Василису постави за директорку његове телевизије. Полиција сазнаје да су родитељи Барбаре Бухе лажирали своју смрт. Међутим, Вукашин и Маринко су то већ знали. Њени родитељи су заједно са унуком и лоцирани су на Малти. Уна и Кода се опет срећу. Иако он јасно показује да му се свиђа, Уна одлучује да га искористи у свом осветничком плану. Никша је успео да отера Ирминог љубавника и то за одличне паре. Ирма се опет осећа усамљено. Да је Уна Никшин човек, јасно је одавно. Међутим, нови заплет настаје када на њихову страну стиже и Страхиња, који има задатак да помаже Уни у њеној освети... |              |                                                                                     |                                |                 |                      |
| 564 | 37           | Уна скида одећу и улази у Лукин кревет                                              | Горан Николић и Страхиња Савић | Жарко Јокановић | 18. октобар 2022.    |
| Алекса и Јелена теше Луку, убеђујући га да између Зврка и Олега нема ничега. Зврк и Олег сумирају своје поступке у претходном периоду. Она му признаје да њихово венчање није имало ефекта, јер она и даље воли Луку. Олег се осећа кривим што је све то иницирао. Панчета покушава да извуче информације из Хане, испитујући је да ли је видела неког познатог у Никшиној канцеларији. Уместо да призна да је срела Страхињу, она гута кнедлу и пада у несвест. Жаклина има новог момка у плану и саопштава Вукашину да ће се венчати за њега, чим се разведе. Уна мисли да се на свог адвоката може ослонити 100 одсто. Након њиховог растанка, адвокат узима телефон и зове своју сестру... Порука љубавног садржаја стиже на Алексин број телефона. Поруку је послала Барбара, а Мила није могла да је не примети. Уна улази у Лукину собу, скида одећу и улази у његов кревет... |              |                                                                                     |                                |                 |                      |
| 565 | 38           | Зврк сазнаје да су се Уна и Лука помирили                                           | Горан Николић и Страхиња Савић | Жарко Јокановић | 19. октобар 2022.    |
| Панчета моли Хану да је спроведе у Никшину канцеларију, јер је убеђена да ће тамо пронаћи информације о Нади. Након Барбарине поруке емотивног садржаја, Мила постаје хладнија према Алекси. Позицију главног дизајнера модне линије Ада поверава Ленки, која остаје запањена, али са осмехом прихвата нову пословну понуду. Флерт између Коде и Уне се наставља. Он ни не слути да га она користи како би се осветила породици Каначки. Иван и Тића се питају откуд Уна и Лука заједно у кревету. Ни Луки није јасно како је завршио са њом. Та информација стиже до Зврка, која се случајно налази на вратима вртића док Јасна и Лила коментаришу "нови почетак" старих супружника. Барбара се састаје са Алексом и преноси му информацију коју је добила од Олге. Свесна је да Алекса само њу воли и да је брак са Милом само фарса. Све то прислушкује управо Мила која не верује својим ушима. Одлази у шоку... |              |                                                                                     |                                |                 |                      |
| 566 | 39           | Уна врбује Маринка за саучесника                                                    | Горан Николић и Страхиња Савић | Жарко Јокановић | 20. октобар 2022.    |
| Стела коначно долази до Никше. Испитује га шта зна о смрти родитеља Барбаре Бухе. Мадам Дени предлаже Донки да заузму заједнички став о љубавној саги Уне и Луке. Та тема се намеће и у разговору Аде и Ивана. Док је њему донекле јасно зашто је завршио у кревету са Уном, Ада то не прихвата. Још једна исценирана ситуација у Кан Холдингу. Вукашин и Маринко су направили представу за Уну, пред којом Маринко добија отказ, због издаје. Уна остаје у шоку и то јој даје ветар у леђа да Маринка приклони својој страни, против породице Каначки. Алекса се обрачунава са Олгом. Саопштава јој да је мртва за њега, после свега што је рекла Барбари. Мила је погрешно схватила Барбарине речи. Мисли да је Ада са њом у дослуху, па долази на Адина врата и бесно јој говори да све зна и да су Ада и Барбара у договору. Ада остаје у шоку, а Мила не схвата да је заправо Олга Барбарин саучесник... |              |                                                                                     |                                |                 |                      |
| 567 | 40           | Зврк не може да сакрије љубомору пред Луком                                         | Горан Николић и Страхиња Савић | Жарко Јокановић | 21. октобар 2022.    |
| Лила пита Аду зашто ју је Мила напала. У том моменту, Иван сазнаје за инцидент који се десио у кући. Лука и Зврк се коначно срећу. Она јасно показује љубомору према Уни и ставља до знања да је боли што су се Лука и Уна „помирили“. Мадам Дени одаје Стели до сада непознате информације. Никша је некада био потрчко Барбариног оца, а сада би он да буде "калиф уместо калифа". Мадам Дени директно њега криви за смрт Барбариних родитеља. До Тиће Лењина долази информација да Страхиња злоставља Ленку. Др Урошевић позива Алексу и саопштава му да је Олга имала инфаркт и да је сада у тешком стању... |              |                                                                                     |                                |                 |                      |
| 568 | 41           | Ада је у потпуном шоку не може да проговори                                         | Горан Николић и Страхиња Савић | Жарко Јокановић | 22. октобар 2022.    |
| Златићи усред ноћи долазе код Олега у собу и јасно показују да су разочарани. Лука је одлучио да се потпуно окупира послом. Жели да заборави на све што му се дешава приватно. Олга је завршила у болници. Због тога Алекса се осећа кривим. Посећује је и моли за опроштај. Мила не зна шта се десило са Олгом, нити да је Алекса код ње у болници. То јој саопштавају Јелена и Дебељко. Никша преко Завише врши притисак на Страхињу. Страхиња још увек нема никакве информације из Кан Холдинга, али Завиша га саветује да их нађе што пре. Џиџи одлази код видовите Драгиње, јер је у великом проблему. Моли је за помоћ како да се „ишчупа“ из деликатне ситуације, али видовњакиња јој даје испрва нејасан задатак. Ада је у шоку, јер је видела нешто страшно и не може да говори... |              |                                                                                     |                                |                 |                      |
| 569 | 42           | Лука пристаје да организује свадбу Олега и Зврка                                    | Горан Николић и Страхиња Савић | Жарко Јокановић | 23. октобар 2022.    |
| Софија је убеђена да је Матија нашао нову девојку. Одлучује да га превари и то са Немањом. Мила моли Аду да разговарају, али је она свесно ставља по страни. Олга заправо све глуми. Ада то сазнаје и посећује је у болници. Обраћа јој се са „преваранткињо“, а све то прислушкује Иван. Момак ког је Мадам Дени обећала тетки Лили је стигао. И баба Гаја се враћа у Београд. Долази до скандала и Ада моли све да се проблем „испегла“, али у тајности. Уна упада у Лукину собу, док се он пресвлачи. Барбара долази код Олге у посету. Уцењује је да мора да испуни део договора, иначе ће Алекса сазнати истину и више га никада неће видети. Златићи моле Аду за помоћ. Они желе да организују венчање свог ујака и Зврка, и да их тако изненаде. У том моменту долази Лука и са кнедлом у грлу предлаже да им он организује венчање... |              |                                                                                     |                                |                 |                      |
| 570 | 43           | Одмотава се клупко                                                                  | Горан Николић и Страхиња Савић | Жарко Јокановић | 24. октобар 2022.    |
| Коле и Дуна откривају Ади и Луки да су били киднаповани и да су се тада са Олегом десиле неке чудне ствари. После овог трага, Лука се пита да ли га Зврк и даље воли. Олга инсистира да јој ураде ЕКГ, добија панични напад, а др Урошевић је смирује, говорећи јој да су разоткривени. Зврк и Жаклина улазе у клинч. Говори јој да је Лука коначно слободан и да њих две више нису конкуренција. Страхиња прислушкује разговор Алексе и Ленке, када јој он говори да јој верује и да је она једна посебна жена. Панчета напада Галу. Директор полиције саопштава Вукашина да се спрема ново убиство. Вукашин је убеђен да је Ада мета, док му директор даје други траг... |              |                                                                                     |                                |                 |                      |
| 571 | 44           | Олег има шансу да каже истину                                                       | Горан Николић и Страхиња Савић | Жарко Јокановић | 25. октобар 2022.    |
| Страхиња напада Ленку и оптужује је да жели да заведе Алексу Ожеговића. Након што је Лука прихватио да организује венчање Зврка и Олега, долази код ње и провоцира је са питањем о цени по којој мора је прода, као младу, свом брату Олегу. Лила долази у обрачун са Олгом. Мадам Дени и Донка настављају да одржавају добре односе. Донка је сазнала да је мадам Дени била нечија љубавница. Кода наводи Уну да му призна да су симпатије међу њима узајамне. Уна му предлаже да му плати, док је он уверава да није жиголо. Ада моли Олега да јој призна истину у вези са његовим венчањем са Зврком. Он је убеђује да се они воле и да то није никакав циркус. |              |                                                                                     |                                |                 |                      |
| 572 | 45           | Изиграни Страхиња                                                                   | Горан Николић и Страхиња Савић | Жарко Јокановић | 26. октобар 2022.    |
| Џиџи доноси Василиси нове информације. Полако али сигурно се остварује њен план. Адиној телевизији узима мало по мало, како би остали без иједног глумца. Василису то посебно радује. Како би сазнали ко је мета новог Никшиног плана, директор полиције саветује да се поднесе жртва. Страхиња ступа на задатак. Улази у Маријанину канцеларију и трага за информацијама које би биле значајне за Никшину телевизију. Проналази документа, фотографише их, али не слути да га на вратима посматра Стрела. Силвана је ухватила Уну и Коду на делу. Трач о њиховом интимном односу прича Добрица, првој трачари Кан Холдинга. Барбара се поверава Сари, говорећи јој да је нашла "златну коку", која ће јој донети богатог и моћног мушкарца. Панчета прави љубоморне сцене, убеђена да је Тића заљубљен у Галу из фирме и да са њом планира дете. Никша саопштава Страхињи да од Наде и Руже нема трага ни гласа. Страхиња, бесан, излеће из канцеларије. Дуња приређује изненађење за будуће младенце. Олег и Зврк не знају о чему је реч. На вратима се појављује, ни мање ни више, него Лука... |              |                                                                                     |                                |                 |                      |
| 573 | 46           | Ленка завршава у Алексином загрљају                                                 | Горан Николић и Страхиња Савић | Жарко Јокановић | 27. октобар 2022.    |
| Лука износи предлоге за венчање Зврка и Олега. Зврк прихвата све и захваљује му се, а Лука то није очекивао. Потпуно сломљен остаје у шоку. Панчета је коначно проговорила пред Тићом, критикујући га што улази у однос са Силваном. Тића нема појма о чему она прича. Џода и Кода разговарају о Уни. Међутим, Џода му „убацује црва”, говорећи му да и Ада Каначки трза на њега. Након што је посетила попа, Џиџи се смирила и убеђена је да ће јој сада све кренути у послу. Маринко се приближава Уни, купујући њено поверење. Одаје јој тајну Алексе Ожеговића, а она не слути да је то само мамац. Ленка завршава у Алексином загрљају... |              |                                                                                     |                                |                 |                      |
| 574 | 47           | Мила и Алекса сазнају истину о нерођеном детету                                     | Горан Николић и Страхиња Савић | Жарко Јокановић | 28. октобар 2022.    |
| Мила и Алекса одлазе код другог гинеколога, који им говори да плод који су убили није имао никакву генетску аномалију. Уна је бесна на Маринка, који покушава да јој ода Алексину тајну. Одбија да га саслуша, све док Маринко није поменуо да Алекса има циљ да отме и Унин и Лукин удео у Кан Холдингу. Она застаје да чује цео план. Силвана је чула да је Лука хомосексуалац и ту информацију дели са Зврком, која остаје у шоку. Лука од Милета тражи услугу да му пронађе поузданог младог глумца за „приватне потребе“. Ирма долази код брата Олега и моли га да разговарају. Има предлог за њега. Максим сазнаје да су Софија и Немања наводно у љубавној вези и пита Божидарку да ли је знала за то. Василиса излази пред Аду и прети јој. Силвана одлази у полицију и подноси пријаву против Милета... |              |                                                                                     |                                |                 |                      |
| 575 | 48           | Жаклина заводи Луку пред Видовим очима                                              | Горан Николић и Страхиња Савић | Жарко Јокановић | 29. октобар 2022.    |
| Олег позива Ленку на пиће, она са задовољством прихвата. Божидарка напада Немању и оптужује га да је уништио љубав између Софије и Матије. Ирма долази код Аде и Вукашина и нуди се да им помогне како би што лакше уништили Никшу. Вукашин и Ада делују заинтересовано, али Ирма има услов. Олга позива Барбару у помоћ. Од ње захтева да пронађе докторку код које је Мила била на киретажи, јер је сазнала да је докторка убила здраво дете. Међутим, Олга не слути да иза тог пакленог плана стоји управо Барбара. Појављује се Завиша као Никшин гласник. Од Страхиње захтева да му достави веома важан папир из Кан Холдинга. Инспектор полиције се појављује на Милетовим вратима и пред свима објашњава да има пријаву против њега. Жаклина заводи омамљеног Луку, љуби га, ни не слути да их све време посматра Вид. |              |                                                                                     |                                |                 |                      |
| 576 | 49           | Љубоморни Вид се заклиње да ће убити Луку Каначког                                  | Горан Николић и Страхиња Савић | Жарко Јокановић | 30. октобар 2022.    |
| Као и увек, Панчета напада у свом стилу. На тапету је инспектор који планира да одведе Милета у полицијску станицу на саслушање. Жаклина наставља да заводи Луку. Обећава му да ће они бити породица и да ће је волети као што она њега воли. Вид излази бесан због свега што је видео. Заклиње се оцу да ће уништити Луку и његову породицу. Стела је ушла у траг Барбариној породици. Објављује вест да њени родитељи заправо нису страдали и да су на Малти, док су у Загребу њени тетка и теча. Никша је несвесно упетљан у Барбарин план у вези са докторком која је убила Милино здраво дете. Принуђен је да помогне Барбари. |              |                                                                                     |                                |                 |                      |
| 577 | 50           | Мртав си само ти то још нико није јавио                                             | Горан Николић и Страхиња Савић | Жарко Јокановић | 31. октобар 2022.    |
| Алекса долази код Аде и Вукашина и доноси не тако добре вести. Након свих трачева у Кан Холдингу, Гала долази у Малдиве и захтева да разговара са Тићом. Страхиња саопштава Завиши да има "нешто" за Никшу, али заузврат тражи још једну услугу. Уна, Жаклина и Зврк се састају у вртићу. Уна опет покушава да пред свима покаже да се помирила са Луком, али Жаклина је открива у лажи, говорећи да је Лука претходно вече био са њом и Дином и да су њих двоје на крају завршили у кревету. Ни Уни ни Зврку није пријатно то што чују. Ирма прати своју децу у школском дворишту. Стелу траг наводи до Саре Бергер. Посећује је у њеној ординацији не би ли сазнала нове информације о Барбариним родитељима. Мртав си, само ти још нико није јавио“, речи су којима Ада улази у Никшину канцеларију и на њега потеже пиштољ. |              |                                                                                     |                                |                 |                      |
| 578 | 51           | Када си ти постао шпијун                                                            | Горан Николић и Страхиња Савић | Жарко Јокановић | 1. новембар 2022.    |
| Стела наставља да "копа" по прошлости Саре Бергер и долази до трага да је њена породица повезана са породицом Барбаре Бухе. Панчета теши Тићу, говорећи му да ће заједно учинити све како би помогли Страхињи. Тића је добио снимак на ком се види како Страхиња шпијунира по Кан Холдингу. Показује му снимак и захтева објашњење. Софија је повређена што се Матија није вратио из Лондона и због тога се поново зближава са Барбаром. Зврк се жали Олегу због тога што је схватила да је Лука најгори човек на свету јер је у љубавној вези са две жене истовремено. Да ли ће Ада усмртити Никшу, сазнаћемо у вечерашњој епизоди... |              |                                                                                     |                                |                 |                      |
| 579 | 52           | Жаклина се мало прерачунала                                                         | Горан Николић и Страхиња Савић | Жарко Јокановић | 2. новембар 2022.    |
| Лука је опет дошао код Жаклине, и она је припремила све за њихово романтично заједничко вече. Међутим, Лука је дошао да рашчисти неке ствари. Оно што је Жаклина чула није јој се допало, а за то што нема среће са Луком криви Зврка. Одлази у вртић и напада је. Олга наставља да се меша у Милин и Алексин брак, па тако прави нову сцену пред Милом. Лука се спрема да преузме конкретније потезе, јер има план да врати Зврка. Докторка која је убила Милино и Алексино дете као да је у земљу пропала. И док Вукашинови људи трагају за њом, Алекса је одлучио да убрза ствари... |              |                                                                                     |                                |                 |                      |
| 580 | 53           | Џиџи у својим редовима има кртицу                                                   | Горан Николић и Страхиња Савић | Жарко Јокановић | 3. новембар 2022.    |
| Сара Бергер долази код Никше у канцеларију и саопштава му да су у проблему. Мила и Олга се препиру, у том моменту стиже и др Урошевић који „подгрева” Милину сумњу да је необавештена. Уна упада у Алексину канцеларију и почиње да вређа и њега и Луку, говорећи им да су се грдно преварили. Уследио је нови састанак запослених Кан телевизије, на којој присуствује и Кода, који се, када је чуо да им је продуценткиња Џи-Џи конкуренција, одао да је познаје. Џи-Џи је Адиној телевизији преузела неколицину глумаца, али су продуценти Деса и Лазар били мудри и у Никшину телевизију су подвалили и једног свог глумца, као кртицу. Зврк среће Ленку у тоалету фирме и пита је за Олега. Међутим, Ленка се "прави луда"... |              |                                                                                     |                                |                 |                      |
| 581 | 54           | Враћa се Матија                                                                     | Горан Николић и Страхиња Савић | Жарко Јокановић | 4. новембар 2022.    |
| Након састанка са Василисом и Клаудијом, Џи-Џи добија добре вести. Лука и Зврк се срећу у фирми и она му поново пребацује да живи у харему. Међутим, Лука је уверава да није спавао са Жаклином и да са њом нема ништа. Она му не верује. Уна има план да Каначкима одузме све и због тога се консултује са својим адвокатом. Панчета Страхињи спрема намештаљку. Говори му да га разуме због свега што је до сада урадио, и да зна да све што чини чини због Руже. Из истих разлога разумеће га и Алекса, који слуша њихов разговор у просторији поред. Мадам Дени види да Лука пати и даје му савет из искуства. С друге стране, Жаклина тражи савет од Аде како да врати Луку и избори се за њихову љубав. Она јој јасно ставља до знања да љубав има смисла само ако је обострана. Софија покушава да пробуди Барбару. Плаши се да ју је убила. Док паничи, на вратима се појављује Матија... |              |                                                                                     |                                |                 |                      |
| 582 | 55           | Иди и изнеси леш                                                                    | Горан Николић и Страхиња Савић | Жарко Јокановић | 5. новембар 2022.    |
| Сви се питају где је Барбара. Сара Бергер мисли да је отишла у посету својим родитељима, док Никша сматра да је то глупа идеја, јер наводно јавност сматра да су њени родитељи преминули. Донка већ дуже време има план, али чека сигнал директора полиције. Сада ју је добила и он је саветује да целу игру започне са џокером у рукаву. "Једино битније од снимања је подметање", речи су Џи-Џи која је очигледно преварила Никшу и то признаје својој врачари. Мила сумња да Алекса нешто крије од ње. Вукашин је на трагу да сазна где се налази докторка која је убила Милино и Алексино дете. Сазнао је да је она побегла колима Никше Корлата и убеђује Алексу да сада не смеју да га пусте, да се опет извуче. Максим и Гала започињу љубавну романсу. Немања жели да помогне Софији да се извуче из проблема у који се уплела са Барбаром. Она пристаје и за њега има први задатак - да изнесе леш. |              |                                                                                     |                                |                 |                      |
| 583 | 56           | Донка добија зелено светло                                                          | Горан Николић и Страхиња Савић | Жарко Јокановић | 6. новембар 2022.    |
| Тетица планира да направи породични састанак и никоме не жели да открије о чему се ради. Ирма по ко зна који пут, моли Олега за помоћ. И Страхиња је завршио "на каучу" Саре Бергер. Након што је посетила Барбару, Донка се састаје са директором полиције који јој даје нове инструкције, али све у договору са Вукашином. Уна од Маринка тражи да буде њен главни сведок на суду, а њен адвокат има и план како то да се изведе. Силвана шири нови трач Кан Холдингом. Признаје да јој се Цоле удвара, и иако она не излази са ожењеним мушкарцима, са њим планира да развије романсу, јер је чула да га је супруга заправо оставила. |              |                                                                                     |                                |                 |                      |
| 584 | 57           | Где је Барбара                                                                      | Горан Николић и Страхиња Савић | Жарко Јокановић | 7. новембар 2022.    |
| Маријана и Џи-Џи већ имају историју односа. Маријана од ње захтева да јој "не стаје на пут", у супротном ће завршити иза решетака. Алекса и Вукашин предају Страхињи УСБ, са измењеним подацима, спреман за Никшу. Страхиња пристаје, а Вукашин га уверава да Никша неће ништа посумњати. Теа се у хотелској соби састаје са Маринком, који од ње захтева мало компликованији задатак. Сада, када је постала Никшин човек од поверења, време је за акцију. Тетица смера нови пројекат и у њега опет увлачи Лилу. Уместо Барбаре, Софија у подруму затиче Донку. У неверици, Софија од ње захтева одговоре. Барбара се сада крије у хотелској соби, одакле уплакана позива свог оца и открива му истину... |              |                                                                                     |                                |                 |                      |
| 585 | 58           | Или ћеш ми овог тренутка рећи истину или се разводимо                               | Горан Николић и Страхиња Савић | Жарко Јокановић | 8. новембар 2022.    |
| Тетка Лила се скроз "сломила" пред Адом која јој је замерила што је "шуровала" са Иваном, иза њених леђа. Страхиња и Хана разговарају о новом послу у Никшиној канцеларији и моли је да му помогне и учини му услугу. Све то слуша Панчета, која је одмах помислила да су се међу њима појавиле "љубавне варнице". Уна наставља да провоцира за породичним доручком. Покушава да сазна који је то лукави план Алекса Ожеговић сада смислио и убеђена је да Ада има везе са тим. Софија не схвата да ју је Донка спасила тиме што је ослободила Барбару, али за њу сада има нови план. Софија је у позицији да мора да пристане на све. Матија се више никоме не јавља, па чак ни Максиму, који безуспешно покушава да дође до њега. Унин адвокат долази са битним информацијама о документима из Кан Холдинга, али Уну то сада не занима. Занима је да што пре врати старатељство над Акицом. Мила се не појављује на послу. Открила је Алексу у лажи и сада га присиљава да јој све призна, иначе ће се развести... |              |                                                                                     |                                |                 |                      |
| 586 | 59           | Уна је разоткривена                                                                 | Горан Николић и Страхиња Савић | Жарко Јокановић | 9. новембар 2022.    |
| Мила је сазнала истину о свом преминулом детету и одлази код Никше. Како би је спречили да направи хаос, Вукашин позива Маринка да пренесе Теи да обузда Милу и спречи је да направи инцидент. Адвокат саветује Уну да застане са плановима и да не заборави да су Каначки ипак утицајна породица, али она има план само да добије старатељство над дететом и не хаје ни од чега. Међутим, тај податак долази до Донке, која јој јасно ставља до знања да зна њен нови план, а Уни није свеједно што сазнаје да је та информација "процурила" из редова њених сарадника, који јој очигледно нису лојални. Лука пита васпитачицу Кају да ли и даље има шансе код Зврка, она га уверава да су њих двоје "непоправљиви идиоти". Максим је толико забринут за Софију да моли Жаклину да је шпијунира и да му преноси све што ради. Вест да је Мила отишла код Никше и тамо направила сцену, дошла је и до Аде која је у том моменту била на вечери ни мање ни више него са Саром Бергер... |              |                                                                                     |                                |                 |                      |
| 587 | 60           | Ја нисам убио твоје дете                                                            | Горан Николић и Страхиња Савић | Жарко Јокановић | 10. новембар 2022.   |
| Вукашин предлаже да "притегну" Барбару да им каже нешто о несталој докторки. Џи-Џи добија инсајдерске информације са снимања серије Кан телевизије. Радује се јер конкурентска кућа има велики проблем. Страхиња затиче Ленку и Олега заједно. Бесан и повређен почиње подмукло да их вређа. Силвана прича по фирми да је Зврк женски макро и да свог супруга подводи Ленки. Вест да Уна хоће да узме старатељство над Акицом стигла је и до Аде, а Лила мисли да ће тај потез заувек разорити њихову породицу. Никша затече Милу пијану за шанком и саопштава јој да он није убио њено дете, али она не верује и на њега потеже чашу... |              |                                                                                     |                                |                 |                      |
| 588 | 61           | Од Миле ни трага ни гласа                                                           | Горан Николић и Страхиња Савић | Жарко Јокановић | 11. новембар 2022.   |
| Зврк убеђује Олега да је Ленка дивна девојка и да би њих двоје били идеалан пар. Међутим, Олег је освешћује говорећи да је он за њу "ожењен човек" и да нико не зна истину о њиховом лажном браку. Све то прислушкују мали Златићи, ком сада ништа није јасно. Ада обећава Ивану да ће пронаћи докторку и да ће сви платити за своја злодела! Мила неће стати док кривац не буде кажњен, а Никша је уверава да му је тај случај подметнут и да он нема везе са докторком која је убила Милину бебу. Директор полиције позива инспектора Цолета и саопштава му за ликвидацију која сада све мења. Маринко је претражио цео град не би ли нашао Милу, од које нема ни трага ни гласа. Последњи пут је виђена на Бранковом мосту, како се пијана тетура, и Вукашину на памет пада најгори сценарио. Жаклина испитује Софију о Немањи. У почетку, Софији је чудно, јер њих две никада нису биле другарице, али убрзо схвата да је Жаклина заљубљена у Немању. Хана завршава на пићу са Видом, који је очаран њеном искреношћу. Алекса долази код Никше и од њега тражи одговоре! Након што је чуо лоше вести, Алекса одлази! Инспектор Цоле, Маринко и Вукашин се састају и немају добре вести...                                                        |              |                                                                                     |                                |                 |                      |
| 589 | 62           | Алекса затиче Милу у Никшином кревету                                               | Горан Николић и Страхиња Савић | Жарко Јокановић | 12. новембар 2022.   |
| Уна наставља да провоцира Аду, говорећи јој да ће она сигурно решити мистерију Милине убијене бебе. Та ситуација је погодила је Луку који покушава да пронађе утеху поред Зврка, коју среће у вртићу. Алекса затиче Милу у Никшином кревету. Мила се буди, потпуно без одеће, и не може да се сети претходне вечери. Клаудија провоцира Софију у бизнис клубу, говорећи јој да је фирма Кан Холдинг пропала и да сада сви изгледају као расуте рибице пукнутог акваријума. Софија у неверици, пита Немању о чему она прича. Мила захтева од Алексе да се разведу. То што је прећутао проблем са докторком, потпуно је уништило њихов брак. Алекса је напустио стан и сада Мила избацује и Олгу. Страхиња је бесан након што је чуо шта се десило са Милом и Никшом и предлаже Завиши да што пре оде код Никше, како би му предао поверљиве податке Кан Холдинга. Завиша ни не сумња да су ти подаци лажни. Сви се састају у кући Каначких, на чија врата у том моменту долази Матија... |              |                                                                                     |                                |                 |                      |
| 590 | 63           | Необавештен али не и наиван Страхиња                                                | Горан Николић и Страхиња Савић | Жарко Јокановић | 13. новембар 2022.   |
| Матија се вратио и сада му није јасно како су знали да се он враћа и зашто су се сви окупили у кући Каначких. Сви у фирми крију битну информацију о Страхињи. Сви су сазнали, а он је једини необавештен. С друге стране, Софија крије информације и своје следеће кораке, јер је по повратку Матије, одлучује да се освети свима. Прва на списку је Клаудија, којој удара шамар пред свима у бизнис клубу. Вукашин наређује Маринку да прати Милу и сазнаје да није преспавала у стану. Страхиња односи Никши потребне податке на УСБ, али исто тако у његову кућу подмеће бубицу... |              |                                                                                     |                                |                 |                      |
| 591 | 64           | Лила хоће да убије Уну                                                              | Горан Николић и Страхиња Савић | Жарко Јокановић | 14. новембар 2022.   |
| Матија се вратио, али потпуно другачији. Сви су изненађени што се другачије понаша, а његово "хладнокрвно" понашање највише боли Софију која је одлучила да окрене нови лист. Пошто је остала без крова над главом, Олга се усељава код др Урошевића, који је теши говорећи да ће сву кривицу пред Алексом преузети на себе. Мила одлази код лекара не би ли сазнала да ли ју је Никша дрогирао, јер се и даље не сећа шта се међу њима десило оне ноћи када их је затекао Алекса. Добија позитивне резултате, али сада не зна како да докаже да је Никша то урадио. Алекса предлаже Матији да се врати на посао, али он је изричит у ставу да више ништа не жели. Уна га срдачно поздравља са њим, али је он не препознаје. Страхиња доноси Никши важне податке и док их он учитава на компјутеру, у његову кућу упада Панчета, у свом стилу. Чим Страхиња чује њен глас, сакрива се иза кревета, како га не би затекла. Олга се састаје са Чаславом. Наговештава му да је питање живота и смрти, јер Лила хоће да убије његову ћерку Уну... |              |                                                                                     |                                |                 |                      |
| 592 | 65           | Цолета у хотелској соби неко чека                                                   | Горан Николић и Страхиња Савић | Жарко Јокановић | 15. новембар 2022.   |
| Директор полиције даје Цолету нови задатак. Наводи га је да оде у хотелску собу, сам, без полицијске пратње. Цоле пристиже у хотел, и ни не сања да га тамо неко чека. Након што је преспавала ноћ код Мили, Зврк се налази са Олегом и препричава му шта се десило. У том моменту, у вртић пристижу Алекса и Лука, који такође желе да сазнају у каквом је стању Мила. Тетица моли Донку за услугу. Жели да јој прикупи све информације о Барбарином деди. Никша је окупио све своје раднике, јер има нешто да им саопшти. Они ни не слуте о чему је реч. Ада и Вукашин и даље причају о несталој докторки. Убеђени су да јој је неко платио да направи абортус и уништи здраво дете и сигурни су да је у питању жена. Након што је сазнао да Лила планира да убије Уну, Часлав долази у вилу Каначких и напада је. Иван стаје у њену одбрану и физички се обрачунава са Чаславом... |              |                                                                                     |                                |                 |                      |
| 593 | 66           | Зликовци убили сте ми оца                                                           | Горан Николић и Страхиња Савић | Жарко Јокановић | 16. новембар 2022.   |
| Иван је одбранио Лилу од Чаславовог напада, али није очекивао да га је својим ударцем можда усмртио. У том моменту у кућу улази Уна и криви их за очеву смрт. Олга се састаје са сином и правда му се. Објаснила му је да ју је Барбара уценила и да од почетка није хтела да буде на њеној страни, али је морала. Хтела је само да помогне Алекси како би што пре пронашли несталу докторку. Иван и Лила су у полицијској станици. Вукашин, заједно са својим људима, покушава да их ослободи, док Ада са синовима чека код куће. Донка упозорава Аду да ће се сада Уна „окомити“ на целу породицу, али Аду то не плаши. Она је навикла да брани своју породицу свим силама и тако ће бити и овога пута. Страхиња напада Милета, наводећи га да каже све што зна. Међутим, Миле се прави "луд". Матија не престаје да врши притисак на Софију не би ли прихватила да буде његов савезник. Он има за циљ да се освети породици Каначки и узме цело богатство, баш оно о чему су некада заједно маштали. Софија се колеба и тражи још информација... |              |                                                                                     |                                |                 |                      |
| 594 | 67           | Матија жели да се врати у фирму јер има осветнички план                             | Горан Николић и Страхиња Савић | Жарко Јокановић | 17. новембар 2022.   |
| Донка је постала Лукин савезник. Након што су Ивана задржали у полицијској станици, Лука зове Донку да провери у каквом стању се налази Ада, како би јој на адекватан начин саопштио зашто се Иван није вратио кући. Златићи су опет измислили своју верзију истине и објашњавају је Олегу, који их моли да то никоме не говоре, јер није истина да је Алекса оставио Милу због друге жене. Тетка Лила криви Јасну што је Иван остао у притвору. Пошто је Јасна последња сведочила у полицијској станици, Лили је убеђена да је Јасна лагала, а питање је у чију корист. Алекса и Лука теше Јасну, говорећи јој да се не обазире на Лилине коментаре. Вукашин ургира код директора полиције да одмах Ивана пусте из притвора, јер човек, који је бранио своју ташту од напасника, није заслужио да се према њему опходе као према криминалцу. Матија долази код Алексе у канцеларију са посебним пословним предлогом, јер он намерава да се врати у породичну фирму. Усред ноћи, Донка улази у Адину канцеларију и фотографише јако важан документ. Да ли се и она, као Матија, опет вратила на противничкој страни? |              |                                                                                     |                                |                 |                      |
| 595 | 68           | Софија од Матије доживљава само шок за шоком                                        | Горан Николић и Страхиња Савић | Жарко Јокановић | 18. новембар 2022.   |
| Изгледа да је тетка Лила била донекле у праву. Јасна нешто крије и то је познанство са инспектором који је Ивана одвео у притвор. Лила ју је ухватила у лажи и то саопштила Ади. После овог инцидента, Јасна одлучује да да отказ. Маринко прислушкује разговор и сазнаје да је Завиша у интимном односу са девојком свога оца, Василисом Смоленски. Матија предлаже Софији да спава са једним моћником, који ће им помоћи у остваривању њихових циљева. Софија је у шоку и све је даље је од мисли да њу Матија воли. Мила посећује приватног детектива и за њега има задатак да пронађе несталу докторку. Страхиња прислушкује разговор између Ленке и Олега и постаје бесан због онога што чује. Таман што су установили да му Силвана није љубавница, инспектор Цоле упада у нову невољу. Док је био на ручку са супругом Катарином, пришла му је непозната девојка и јасно ставила до знања да су се њих двоје виђали, док је Катарина била одсутна. Адвокат јавља Уни да има лепу вест за њу, а реч је о одузимању Лукиног старатељства над Акицом. Лука одлази код Зврка, по Акицу, и покушава да је пољуби... |              |                                                                                     |                                |                 |                      |
| 596 | 69           | Детектив је Мили показао фотографију још једне особе коју она никако није очекивала | Горан Николић и Страхиња Савић | Жарко Јокановић | 19. новембар 2022.   |
| Након што су се Маринко и Теа састали у хотелу како би разменили информације, он јој предложе да тамо и преспава. Никша је сазнао да у свом стану има прислушкивача и довео је своје људе да пронађу бубице и униште их. Вукашин и Маринко су врло брзо схватили да су откривени. Мила није променила мишљење и даље не жели да се помири са Алексом. Он је утучен, а Ада га теши саветујући му да јој да мало времена. Вид Залад убеђује Никшу да није одустао од освете. Никша је само желео да се увери да ли у њему и даље има савезника. Страхиња долази код Саре на психотерапију и испитује је о границама до којих сме да иде. Истина о Сари Бергер полако почиње да се открива. Стела Дедијер је на састанку са Адом изнела јасне тврдње да је Никша иницирао убиство Барбариних родитеља, и то све у сарадњи са Саром Бергер. Ада остаје у шоку! Ритер се вратио и среће Хану на улици. Зна да се запослила у фирми Никше Корлата, а чим га је видела, уплашила се. Мила добија врло вредне податке од приватног детектива. Не само да сазнаје да је Никшин возач одвезао докторку до аеродрома, већ и да се она виђала са Барбаром. Али приватни детектив је Мили показао фотографију још једне особе, коју Мила никако није очекивала... |              |                                                                                     |                                |                 |                      |
| 597 | 70           | На врата Каначких куцају извршитељи                                                 | Горан Николић и Страхиња Савић | Жарко Јокановић | 20. новембар 2022.   |
| Матија напада Софију због ситуације са Јеленом, а у том моменту у канцеларију улази Немања који покушава да одбрани Софију. Након романтичног сусрета са Зврком, Лука се састаје са приватним детективом и даје му нова упутства, како би што пре открио истину о њеном браку са Олегом. Никша позива Униног адвоката и прети му, у случају да план за уништења Каначких крене по злу. Ритер се вратио као саучесник Барбариног оца и састаје се са њом како би добио нова задужења. Поред породице Каначки. Мила је такође Барбарина мета коју треба уништити. Мила подноси захтев за развод брака и то саопштава Алекси. Он покушава да је разувери, али она не може да му опрости што је од ње крио информације о несталој докторки и тако хтео да је заштити. Никша пада у несвест, а планови се додатно компликују када Вид потеже пиштољ на Луку, док се он у парку љуби са Зврком. Ни породици Каначки се не смеши срећан крај, јер на њихова врата долазе извршитељи... |              |                                                                                     |                                |                 |                      |